# كرة الطاولة في ألعاب البحر الأبيض المتوسط 2022
أقيمت مسابقات كرة الطاولة في ألعاب البحر الأبيض المتوسط 2022 في وهران في الفترة من 26 إلى 30 يونيو.

## جدول الميداليات
*   البلد المضيف (مضيف)
| المرتبة | فريق     | ذهبية | فضية | برونزية | المجموع |
| ------- | -------- | ----- | ---- | ------- | ------- |
| 1       | مصر      | 1     | 1    | 0       | 2       |
| 2       | إسبانيا  | 1     | 0    | 1       | 2       |
| 3       | سلوفينيا | 1     | 0    | 0       | 1       |
| 3       | موناكو   | 1     | 0    | 0       | 1       |
| 5       | البرتغال | 0     | 2    | 2       | 4       |
| 6       | إيطاليا  | 0     | 1    | 0       | 1       |
| 7       | اليونان  | 0     | 0    | 1       | 1       |
| المجموع | المجموع  | 4     | 4    | 4       | 12      |

## الحاصلون على الميداليات
| Event      | الذهبية                                             | الفضية                                                         | البرونزية                                                       |
| ---------- | --------------------------------------------------- | -------------------------------------------------------------- | --------------------------------------------------------------- |
| فردي رجال  | Álvaro Robles ‏ · إسبانيا                            | عمر عسر · مصر                                                  | João Geraldo · البرتغال                                         |
| فرق رجال   | سلوفينيا · Peter Hribar · Darko Jorgić · Deni Kožul | البرتغال · Diogo Chen · João Geraldo · João Monteiro ‏          | اليونان · Konstantinos Konstantinopoulos · Ioannis Sgouropoulos |
| فردي سيدات | Xiaoxin Yang · موناكو                               | Shao Jieni · البرتغال                                          | María Xiao · إسبانيا                                            |
| فرق سيدات  | مصر · Mariam Alhodaby · دينا مشرف · هنا جودة        | إيطاليا · Nicole Arlia · Giorgia Piccolin · Nikoleta Stefanova | البرتغال · Inês Matos · Matilde Pinto · Shao Jieni              |

## روابط خارجية
- الموقع الرسمي نسخة محفوظة 6 يونيو 2022 على موقع واي باك مشين.
- كتاب النتائج